# Gerd Ihns
Gerhard „Gerd“ Ihns (* 19. Juli 1926 in Schwerin; † Januar 2015) war ein deutscher Fußballspieler und -trainer. Der Offensivspieler hat in den damals erstklassigen Fußball-Oberligen Nord, West und Südwest von 1948 bis 1956 insgesamt 188 Punktspiele absolviert und dabei 84 Tore erzielt.

## Leben und fußballerische Laufbahn

### Anfänge in Schwerin und Berlin, Zweiter Weltkrieg
Der in Schwerin geborene Ihns fing mit zehn Jahren mit dem Vereinsfußball beim Schweriner FC 03 in der Schülermannschaft an. Nach zwei Jahren, 1938, wurde der FC nach einer Fusion in Schweriner SV 03 umbenannt und der Jugendspieler galt früh als herausragendes Talent. Aber nicht nur im Fußball. Er war ein begabter Boxer, der sich drei Jahre in Folge die mecklenburgische Gebietsmeisterschaft im Fliegengewicht sichern konnte und sich daneben auch noch im Tischtennis hervortat. Mit 15 Jahren begann er eine Ausbildung bei der Deutschen Reichsbahn in Berlin und spielte währenddessen zwei Jahre in der Jugend von Tennis Borussia Berlin. Mit 17 Jahren wurde er zum Arbeitsdienst und kurz darauf zur Wehrmacht eingezogen. Er war während des Zweiten Weltkrieges in Prag und an der russischen Ostfront stationiert, wo er auch zweimal verwundet wurde. Beim Rückzug geriet er bei Regensburg in amerikanische Kriegsgefangenschaft, woraus er durch Flucht wieder nach Schwerin zurückkehrte.
Der schnelle und trickreiche Offensivspieler erreichte mit SG Schwerin 1946/47 in der Fußball-Landesklasse Mecklenburg, Staffel West, den 1. Platz und in der anschließenden Endrunde hinter Meister SG Rostock die Vizemeisterschaft. In der folgenden Saison, 1947/48, reichte es in der Weststaffel hinter der SG Wismar-Süd mit Fritz Laband zur Vizemeisterschaft, in der Endrunde drehten Ihns und Kollegen aber den Spies herum und wurden Landesmeister. Beim entscheidenden Rückspiel am 30. Mai 1948 in Wismar vor 11.000 Zuschauern, zeichnete sich Ihns bei einem 3:2-Erfolg als zweifacher Torschütze aus. In der Ostzonenmeisterschaft 1948 verlor er mit Schwerin am 20. Juni im Viertelfinale mit 1:3 gegen den späteren Meister SG Planitz mit deren Leistungsträgern Karl Dittes, Herbert Seltmann und Johannes Breitenstein. Am 3. Juli glückte aber im Finale um den Landespokal ein 2:1-Sieg gegen die SG Bergen. Zur Runde 1948/49 schloss er sich dem VfB Lübeck in der Oberliga Nord an.

### Die Oberligajahre, 1948 bis 1956
Das erste Jahr im bundesrepublikanischen Fußball erlebte der Mann aus Schwerin, 1948/49, bei den Grün-Weißen des VfB Lübeck vom Stadion an der Lohmühle. Unter Trainer Otto Höxtermann erzielte er in einer 12er-Staffel in 12 Ligaeinsätzen zwei Tore und der VfB belegte den 7. Rang. Spieler wie Torhüter Albert Felgenhauer, Johannes Kubsch und Karl Wenzel waren Leistungsträger an seiner Seite. Nach einer Runde hörte er aber in Lübeck auf und ging zur Saison 1949/50 nach Hamburg und spielte für den Eimsbütteler TV. Es wurden für Ihns und den ETV drei gute Runden mit dem achten (1950), fünften (1951) und vierten (1952) Rang. In den drei Runden absolvierte der torgefährliche Angreifer 87 Ligaspiele und erzielte 46 Tore. In seiner ersten Runde mit Eimsbüttel gewann er am 6. November mit 1:0 gegen den FC St. Pauli und erreichte am 20. November vor 25.000 Zuschauern ein 1:1-Remis beim Hamburger SV. Er erzielte an der Seite von Angriffsführer Kurt Manja (24-17) in 29 Ligaeinsätzen elf Tore. Beim torreichen 5:5 am 29. Januar 1950 bei Concordia Hamburg zeichnete sich der Linksaußen mit zwei Treffern aus und bewies gegen die zwei „Cordi“-Torjäger Werner Heitkamp (26-20) und Kurt „Malek“ Hinsch (24-19), dass er auch zu den besten Torschützen des Nordens zu zählen war. Am Rundenende wurde er am 14. Mai 1950 beim Repräsentativspiel in Köln in der Nordauswahl gegen Westdeutschland eingesetzt. Der Norden setzte sich mit dem Angriff Felix Gerritzen, Hans Hagenacker, Willi Schröder, Theo Uppenkamp und Linksaußen Ihns mit 4:3 Toren durch und der Angreifer vom ETV hatte zwei Tore erzielt.
In seiner zweiten Saison in Eimsbüttel verbesserte sich der ETV auf den 5. Rang und Ihns hatte in 29 Ligaspielen 17 Tore erzielt. In der Hinrunde gelang ein 1:0-Erfolg vor 20.000 Zuschauern gegen den Hamburger SV und in der Rückrunde war Ihns dreifacher Torschütze beim 3:2-Heimerfolg im Januar 1951 gegen den FC St. Pauli und wies damit auch deren Torjäger Alfred Boller (2 Tore) in die Schranken.   Am 18. März 1951 stürmte er wiederum in der Nordauswahl beim Spiel in Hamburg gegen Süddeutschland. Bei der 2:4-Niederlage bildete er mit Herbert Wojtkowiak den linken Flügel. Zum Rundenschluss gab es eine Reise nach München mit einem Freundschaftsspiel gegen den FC Bayern. Der ETV gewann mit 4:3 und Ihns hatte drei Tore erzielt. In der dritten Saison von Ihns in Eimsbüttel, 1951/52, steht am Rundenende mit Platz vier – punktgleich mit dem FC St. Pauli auf dem dritten Rang – der größte Nachkriegserfolg des ETV. In 29 Ligaeinsätzen hatte Ihns 18 Tore erzielt. Er wird als der „wohl jemals erfolgreichste Linksaußen bei uns“, im ETV beschrieben. Drei Jahre waren genug, zur Runde 1952/53 unterschrieb er in der Oberliga West beim 1. FC Köln einen neuen Vertrag.
Ein Jahr lang – von 1952 bis 1953 – spielte Ihns in der Domstadt an der Seite von Mitspielern wie Fritz Breuer, Walter Müller, Josef Röhrig und Hans Schäfer. Dabei bestritt er unter Trainer Helmut Schneider  insgesamt 29 Spiele für die Geißböcke, bei denen er acht Tore in der Oberliga schoss. Köln wurde Vizemeister im Westen und zog in die Endrunde um die deutsche Fußballmeisterschaft ein. Ihns kam in der Endrunde in vier Spielen gegen Eintracht Frankfurt (0:2), Holstein Kiel (3:2, 2:2) und den 1. FC Kaiserslautern (2:2) zum Einsatz. Nach nur einer Spielzeit verließ er die Kölner wieder, er war über die Trennung von Trainer Schneider verärgert, ging wieder nach Norddeutschland und spielte ab 1953/54 für den Hamburger SV. Bei den Rautenträgern vom Rothenbaum erlebte er eine denkwürdige Runde: Der einsame Rekordmeister der Oberliga Nord spielte nicht um den Titel, er hielt sich sogar im unteren Tabellendrittel auf. Völlig unerwartet und durch die sportliche Wertigkeit der Neuzugänge von Ihns und Günter Schlegel, überhaupt nicht nachvollziehbar. Die Personalie Willi Schröder legte aber von Beginn der Runde an, seinen Schatten über die Saison 1953/54. Der HSV startete unter Trainer Georg Knöpfle am 9. August 1953 mit einer 0:1-Auswärtsniederlage bei Hannover 96 in die Runde. Ihns wurde noch nicht zum Einsatz gebracht, an den Flügeln stürmten Manfred Krüger und Franz Klepacz. In den nächsten zwei Spielen holten die Rothosen gegen Göttingen 05 (5:3) und den VfB Lübeck (3:0) vier Punkte und schienen ins Rollen gekommen zu sein. In beiden Spielen stürmte Ihns auf der Mittelstürmerposition und erzielte je einen Treffer. Aber nach der 0:2-Heimniederlage im Derby gegen den FC St. Pauli am vierten Rundenspieltag, sorgte der Blick auf die Tabelle für Sorgenfalten beim HSV. Hannover 96 führte mit 8:0 Punkten die Nordliga an, der Titelverteidiger wies 4:4 Zähler in diesem frühen Stadium der Saison vor. Es folgten noch Niederlagen gegen Bremerhaven 93 (1:4), Eintracht Braunschweig (1:2), Altona 93 (2:4) und Werder Bremen mit 1:2 und das Team um Ihns ging mit 13:17 Punkten auf dem 10. Rang stehend in die Rückrunde. Mit dieser ungewohnten Situation konnte der gesamte Verein nicht richtig umgehen. Es gab Streit, lustlose Vorstellungen, schwere Schlappen, und als den Rothenbaumern dann noch vier Punkte wegen der verbotenen Handgeldzahlungen an Willi Schröder abgezogen wurden, war rein theoretisch sogar der Abstieg möglich. Vom 25. bis 29. Spieltag holte sich die uneinige Mannschaft fünf Niederlagen in Folge ab, darunter auch die 2:10-Schlappe am 20. Februar 1954 bei Arminia Hannover, und belegte nach dem Schlusstag mit 27:33 Punkten den für HSV-Verhältnisse miserablen 11. Rang. Ihns hatte in 26 Ligaeinsätzen 13 Tore erzielt und hinter Herbert Wojtkowiak (16 Tore) und Schlegel (14 Tore) den dritten Rang in der internen Torjägerliste belegt.
Wiederum nach einem Jahr wechselte er 1954 für eine Saison zum FK Pirmasens, wo er in der Südwestoberliga unter seinem ehemaligen Kölner Trainer Helmut Schneider in 18 Spielen 13 Tore schoss. Der FKP belegte mit Spielern wie Torhüter Heinz Kubsch, Verteidiger Rolf Ertel, Läufer Hermann Laag und den Angreifern Günther Grewenig, Franz Strehl und Emil Weber den 5. Rang, die Meisterschaftserfolge mit Spielmacher und Torjäger Helmut Kapitulski sollten erst noch von 1958 bis 1960 kommen. Durch Niederlagen in den letzten zwei Punktspielen rutschte der FKP am Rundenende noch auf den 5. Rang zurück. „Wandervogel“ Ihns kehrte zur Saison 1955/56 in den Norden zurück und unterschrieb beim Oberligisten VfB Oldenburg.
Die Blau-Weißen vom Stadion Donnerschwee verloren den Kampf um den Abstieg, auf dem 15. Rang stehend stieg der VfB Oldenburg im Sommer 1956 in das niedersächsische Amateurlager ab. Neben Mitspielern wie Herbert Bayer, Erich Hänel, Hans Morgner, Manfred Paschke, Burghard Rylewicz und Gerhard Scholz absolvierte Ihns 20 Ligaspiele, in denen er zwei Tore erzielte. Mit 37 Toren erzielte der VfB die wenigsten Treffer in der Oberligarunde 1955/56 im Norden und verabschiedete sich mit einem 3:1-Heimerfolg am 22. April 1956 gegen den FC Altona 93 aus der Oberliga, wobei Ihns einen Treffer beisteuerte. Nach dem Abstieg blieb der vormalige „Wandervogel“ noch drei weitere Runden in Oldenburg. Zweimal gelang die Meisterschaft in der Amateurliga-West, einmal die Vizemeisterschaft. Die Rückkehr in die Oberliga Nord glückte aber in den drei Aufstiegsrunden nicht.

### Nach der Spielerlaufbahn
Ihns wurde in Oldenburg sesshaft und übernahm als Spielertrainer von 1959 bis 1962 in der Jadestadt Germania Wilhelmshaven und von 1962 bis 1964 die dortige Spielvereinigung 05. Danach war er noch beim VfL Germania Leer und Germania Papenburg als Trainer tätig. Beruflich hatte er ein Engagement im Rechnungswesen der Firma AEG und übte danach bis zur Verrentung eine Position bei einer privaten Krankenversicherung aus. Bis ins hohe Alter war Ihns sportlich aktiv und nahm über Jahre mit Erfolg an den alljährlichen deutschen Tennismeisterschaften der Senioren in Bad Neuenahr-Ahrweiler teil. Insgesamt 19 Meistertitel konnte er im „weißen Sport“ gewinnen. In den letzten Jahren hielt er sich durch Gartenarbeit und Spaziergänge fit.

## Vereinsstationen
- 1936–1948 SG Schwerin
- 1948–1949 VfB Lübeck
- 1949–1952 Eimsbütteler TV
- 1952–1953 1. FC Köln
- 1953–1954 Hamburger SV
- 1954–1955 FK Pirmasens
- 1955–1959 VfB Oldenburg
- 1959–1962 Germania Wilhelmshaven als Spielertrainer
- 1962–1964 SpVgg 05 Wilhelmshaven als Spielertrainer

## Statistik
- Oberliga Nord
87 Spiele; 26 Tore für Eimsbütteler TV
26 Spiele; 13 Tore für Hamburger SV
20 Spiele; 2 Tore für VfB Oldenburg
- Oberliga West
25 Spiele; 8 Tore für den 1. FC Köln
- Oberliga Südwest
18 Spiele; 13 Tore für den FK Pirmasens
- Endrunde um die Deutsche Meisterschaft
4 Spiele für den 1. FC Köln